# Überfeldsiedlung
Überfeldsiedlung ist ein Gemeindeteil der Gemeinde Mertingen im Landkreis Donau-Ries (Regierungsbezirk Schwaben, Bayern).

## Geographie
Der Weiler liegt knapp drei Kilometer östlich der Ortsmitte von Mertingen.

## Geschichte
Die Siedlung gehörte schon vor der Gebietsreform in Bayern zu Mertingen. Der Ortsteilname wurde am 12. Oktober 1961 erteilt, Überfeldsiedlung erscheint erstmals im amtlichen Ortsverzeichnis von 1964. Bei der Volkszählung 1961 wohnten hier 23 Personen, 1970 wurden 22 Bewohner registriert.